# Ekman-Transport
Der Ekman-Transport ist eine Strömung, die vertikal integriert ist über eine turbulente Grenzschicht der Atmosphäre und des Ozeans infolge der Erdrotation. Er ist bestimmt durch das Gleichgewicht zwischen der Corioliskraft, die durch die bewegte Wassersäule induziert wird, und der Differenz der turbulenten Schubspannungen zwischen der oberen und unteren Berandung dieser Wassersäule in der turbulenten Grenzschicht. Die charakteristische Zeit für die Einstellung dieses Gleichgewichts ist die Trägheitsperiode.
Der Ekman-Transport ist benannt nach dem schwedischen Ozeanografen Vagn Walfrid Ekman, der 1905 mit ihm die erste realistische Theorie einer windgetriebenen Strömung aufstellte.

## Turbulente Grenzschichten
Die Atmosphäre hat eine ausgeprägte turbulente Grenzschicht an ihrer unteren Berandung, wo sie auf feste Erde oder Wasseroberflächen trifft. Die Turbulenz in dieser atmosphärischen Grenzschicht wird durch die vertikale Stromscherung erzeugt, zusammen mit der Strömung um Elemente der Bodenrauigkeit sowie durch thermische Konvektion.
Im Ozean existieren turbulente Grenzschichten sowohl unmittelbar unter seiner Oberfläche (Deckschicht genannt) als auch am Meeresboden, die benthische Grenzschicht genannt wird. Für die Turbulenzentstehung in der ozeanischen Deckschicht spielt neben der vertikalen Scherung der mittleren Strömung auch die Injektion von Turbulenz durch brechenden Seegang eine wesentliche Rolle. Dabei wird sie von den obersten Metern der Deckschicht durch die Langmuir-Zirkulation über die gesamte Deckschicht vertikal verteilt. Die Ursachen der Turbulenz in der benthischen Grenzschicht sind weitgehend ähnlich der in der atmosphärischen Grenzschicht.
Turbulente Grenzschichten sind über ihre gesamte Dicke gut durchmischt, während außerhalb ihrer Grenzen die stabile Schichtung der Atmosphäre und des Ozeans die Turbulenz weitgehend unterdrückt.

## Turbulente Schubspannung
Der turbulente Wind, der über die Erdoberfläche weht, übt auf seine Unterlage, sei es die feste Erde oder die Meeresoberfläche, eine Schubspannung aus. Diese Schubspannung hemmt den Wind und treibt Meeresströmungen an. Analog tritt am Meeresboden eine die Meeresströmung hemmende Schubspannung auf. Der Vektor der horizontalen turbulenten Schubspannung  {\displaystyle {\vec {\tau }}} an der Meeresoberfläche stellt die Kraft pro Flächeneinheit dar, die von den unmittelbar benachbarten turbulenten Luftschichten auf die Meeresoberfläche ausgeübt wird.

## Linearisierte Bewegungsgleichung einer Flüssigkeit auf der rotierenden Erde
Um die horizontalen Schubspannungen in die Bewegungsgleichungen für die mittlere Strömung einzubinden, stellt man sich die Atmosphäre und den Ozean aus dünnen Schichten bestehend vor, die sich gegeneinander wie die Karten eines Stapels Spielkarten bewegen können. Dann ist die resultierende Kraft pro Flächeneinheit auf eine Schicht gerade die Differenz der Schubspannungsvektoren zwischen der Ober- und Unterseite der Schicht. Die durch die Schubspannung bewirkte Kraft pro Masseneinheit ist dann:
{\displaystyle {\frac {1}{\rho }}\cdot {\frac {\partial {\vec {\tau }}}{\partial z}}}
Der Grund für die Vernachlässigung horizontaler Ableitungen der Schubspannung ist, dass die vertikalen Skalen der turbulenten Grenzschichten wesentlich kleiner sind als die Skalen, innerhalb derer horizontale Variationen der Schubspannung auftreten.
Die linearisierten Bewegungsgleichungen für eine Flüssigkeit auf der mit konstanter Winkelgeschwindigkeit {\displaystyle {\vec {\omega }}} rotierenden Erde sind dann, unter Berücksichtigung der horizontalen Schubspannung:
{\displaystyle {\frac {\partial u}{\partial t}}-fv=-{\frac {1}{\rho }}{\frac {\partial p}{\partial x}}+{\frac {1}{\rho }}{\frac {\partial \tau _{x}}{\partial z}}},
{\displaystyle {\frac {\partial v}{\partial t}}+fu=-{\frac {1}{\rho }}{\frac {\partial p}{\partial y}}+{\frac {1}{\rho }}{\frac {\partial \tau _{y}}{\partial z}}}.
mit:
- {\displaystyle t:} die Zeit
- {\displaystyle x,y,z:} die Koordinaten eines rechtwinkligen Koordinatensystems mit dem Nullpunkt im Meeresspiegel auf der geografischen Breite {\displaystyle \phi }, z. B. positiv nach Osten, positiv nach Norden und positiv entgegen der Schwerkraft gerichtet.
- {\displaystyle u,v:} die horizontalen Komponenten des Geschwindigkeitsvektors in Richtung der x- und y-Achse.
- {\displaystyle p:} die Druckstörung, d. h. die Abweichung vom hydrostatischen Druck.
- {\displaystyle \rho }: die Dichte der Flüssigkeit; in diesem Fall Luft oder Wasser.
- {\displaystyle f=2\cdot |{\vec {\omega }}|\cdot \sin \phi } der Coriolis-Parameter
- {\displaystyle \tau _{x},\tau _{y}}: die Komponenten der turbulenten Schubspannung in Richtung der x- und y-Achse.

Turbulenzmodelle der turbulenten Grenzschichten der Atmosphäre und des Ozeans liegen gegenwärtig noch nicht in einer Form vor, die es gestatten würde den vertikalen Verlauf der turbulenten Schubspannung innerhalb der Grenzschichten als Funktion der gemittelten Zustandsgrößen Geschwindigkeit und Dichte, sowie der Impuls- und Auftriebsflüsse an den Rändern der Grenzschichten exakt auszudrücken.

## Integrale Eigenschaften turbulenter Grenzschichten
Es zeigt sich jedoch, dass ziemlich einfache Modelle benutzt werden können, um einige integrale Eigenschaften der Grenzschichten zu untersuchen und ihre Auswirkungen auf die Strömung außerhalb der Grenzschichten zu bestimmen. Dabei geht man davon aus, dass sich die horizontale Strömung in einen durch den Druckgradienten angetriebenen Teil {\displaystyle {\vec {u}}_{p}}, der in der gesamten Flüssigkeit existiert, und in einen durch die Schubspannung angetriebenen Anteil {\displaystyle {\vec {u}}_{E}}, die nur in der Grenzschicht existierende Ekman-Strömung, zerlegen lässt, nämlich
{\displaystyle {\vec {u}}={\vec {u}}_{p}+{\vec {u}}_{E}}.
Die Ekman-Strömung genügt den Gleichungen
{\displaystyle {\frac {\partial u_{E}}{\partial t}}-fv_{E}={\frac {1}{\rho }}{\frac {\partial \tau _{x}}{\partial z}}},
{\displaystyle {\frac {\partial v_{E}}{\partial t}}+fu_{E}={\frac {1}{\rho }}{\frac {\partial \tau _{y}}{\partial z}}},
und ergibt von der Unter- {\displaystyle z_{u}} bis zur Obergrenze {\displaystyle z_{o}} integriert,
{\displaystyle {\frac {\partial U_{E}}{\partial t}}-fV_{E}={\frac {1}{\rho }}\left(\tau _{x}(z_{o})-\tau _{x}(z_{u})\right)},
{\displaystyle {\frac {\partial V_{E}}{\partial t}}+fU_{E}={\frac {1}{\rho }}\left(\tau _{y}(z_{o})-\tau _{y}(z_{u})\right)}.
Dabei ist {\displaystyle {\vec {U}}_{E}=\int _{z_{u}}^{z_{o}}{\vec {u}}_{E}dz=\int _{z_{u}}^{z_{o}}\left({\vec {u}}-{\vec {u}}_{p}\right)dz} der Vektor des Ekman-Transports.

### Bodennahe Grenzschichten
Für die atmosphärische Grenzschicht und die benthische Grenzschicht des Ozeans kann man annehmen, dass die turbulente Schubspannung oberhalb von {\displaystyle z_{o}} verschwindet, weil die Turbulenz außerhalb der Grenzschichten auf Grund der stabilen Dichteschichtung sehr klein ist. Es ergibt sich somit für den Ekman-Transport innerhalb dieser Grenzschichten
{\displaystyle {\frac {\partial U_{E}}{\partial t}}-fV_{E}=-{\frac {1}{\rho }}\tau _{x}(z_{u})},
{\displaystyle {\frac {\partial V_{E}}{\partial t}}+fU_{E}=-{\frac {1}{\rho }}\tau _{y}(z_{u})}.

### Ozeanische Deckschicht
Für die ozeanische Deckschicht kann man annehmen, dass die turbulente Schubspannung unterhalb dieser Deckschicht ab {\displaystyle z_{u}}, ebenfalls wegen der starken Dichteschichtung, vernachlässigt werden kann. Für den Ekman-Transport der Deckschicht folgt somit
{\displaystyle {\frac {\partial U_{E}}{\partial t}}-fV_{E}={\frac {1}{\rho }}\tau _{x}(z_{o})},
{\displaystyle {\frac {\partial V_{E}}{\partial t}}+fU_{E}={\frac {1}{\rho }}\tau _{y}(z_{o})},
wobei der untere Rand der atmosphärischen Grenzschicht über dem Meer bei {\displaystyle z_{u}} identisch mit dem oberen Rand der ozeanischen Deckschicht bei {\displaystyle z_{o}}, nämlich der Meeresoberfläche ist.

## Transiente Prozesse in der turbulenten Grenzschicht
Das Verhalten des Ekman-Transports in der turbulenten Grenzschicht beim Übergang aus einem Zustand der Ruhe in einen Gleichgewichtszustand zwischen der Corioliskraft und der Schubspannung am Rand der Grenzschicht kann man gut für die ozeanische Deckschicht untersuchen. Dabei wird angenommen, dass die Windschubspannung an der Meeresoberfläche zum Zeitpunkt {\displaystyle t=0} plötzlich einsetzt und danach konstant bleibt, d. h. {\displaystyle {\vec {\tau }}\left(t\right)=\Theta \left(t\right){\vec {\tau }}(z=0)}. Hier ist {\displaystyle \Theta (t)} die Heaviside-Funktion. Die Konstanz der Windschubspannung kann man voraussetzen, wenn ihre horizontale Variation auf Skalen erfolgt, die wesentlich größer als der Rossbyradius im Ozean ist. Dies ist im offenen Ozean häufig der Fall. Eine Lösung dieses Problems erhält man relativ einfach, wenn man die obige Gleichung für die meridionale Komponente des Ekman-Transports mit i, der imaginären Einheit, multipliziert und beide Gleichungen addiert. Man erhält dann
{\displaystyle {\frac {\partial }{\partial t}}\left(U_{E}+iV_{E}\right)+if\left(U_{E}+iV_{E}\right)={\frac {\Theta \left(t\right)}{\rho }}\left(\tau _{x}(z_{o})+i\tau _{y}(z_{o})\right)}.
Diese Gleichung hat die Lösung
{\displaystyle U_{E}+iV_{E}=-{\frac {i\Theta \left(t\right)}{\rho f}}\left(1-e^{-ift}\right)\left(\tau _{x}(z_{o})+i\tau _{y}(z_{o})\right)}.
Nach dem Einschalten der Windschubspannung erfolgt der Ekman-Transport in Richtung der Windschubspannung und wächst linear mit der Zeit an. Im Verlauf der Zeit beginnt der Ekman-Transport unter der Einwirkung der Corioliskraft auf der Nord-(Süd-)halbkugel im (entgegen dem) Uhrzeigersinn von der Richtung der Windschubspannung weg zu drehen. Nach einer Trägheitsperiode {\displaystyle T_{i}={\frac {2\pi }{f}}} erfolgt der Ekman-Transport im rechten Winkel im Uhrzeigersinn zur Windschubspannung mit dem konstanten Betrag {\displaystyle {\frac {\tau (z_{o})}{\rho f}}}. Diesem konstanten Anteil des Ekman-Transports, der sich aus dem Gleichgewicht von Windschubspannung an der Meeresoberfläche und der Corioliskraft ergibt, überlagern sich Trägheitsschwingungen mit der Periode {\displaystyle T_{i}}, die sich aus dem Gleichgewicht zwischen der Trägheit der Wasserteilchen und ihrer Coriolisbeschleunigung ergeben. Die Übergangszeit aus einem dynamischen Gleichgewichtszustand der turbulenten Deckschicht in einen anderen beträgt {\displaystyle T_{i}}. Die erhaltenen Ergebnisse hängen nur von der Existenz einer turbulenten Schubspannung am oberen Rand der turbulenten Grenzschicht bzw. von ihrem Verschwinden am unteren Rand und nicht von den Eigenschaften der Turbulenz im Inneren der Grenzschicht ab.
Die Eigenschaften der transienten Vorgänge nach dem Einschalten einer Schubspannung in der bodennahen Grenzschicht der Atmosphäre und in der benthischen Grenzschicht im Ozean sind die gleichen wie die in der Deckschicht des Meeres. Dagegen ist der Gleichgewichtszustand zwischen Corioliskraft und Schubspannung am unteren Rand der beiden bodennahen Grenzschichten von dem in der Deckschicht des Meeres verschieden. Für jene gilt
{\displaystyle U_{E}+iV_{E}={\frac {i\left(\tau _{x}(z_{u})+i\tau _{y}(z_{u})\right)}{\rho f}}}.
In diesen bodennahen Grenzschichten ist der Ekman-Transport auf der Nord- (Süd-)halbkugel um 90° entgegen dem (im) Uhrzeigersinn gegenüber der Schubspannung am Boden der Grenzschicht gedreht und erfolgt somit entgegengesetzt zu dem in der Deckschicht des Meeres.
Interessant ist, dass der Ekman-Massentransport in der atmosphärischen Grenzschicht über dem Meer und der in der Deckschicht des Meeres gleich groß mit entgegengesetzter Richtung sind, so dass der über beide Schichten integrierte Massentransport gleich Null ist.

## Nachweis und Bedeutung des Ekman-Transports
Die mit dem Ekman-Transport verbundenen Geschwindigkeiten sind relativ klein gegenüber denen der durch Druckgradienten angetriebenen Strömungen. Darüber hinaus sind insbesondere die an der Meeresoberfläche durch den Seegang induzierten hochfrequenten Strömungsschwankungen wesentlich stärker als die Ekman-Strömung. Dieses schlechte Signal/Rausch Verhältnis stellte eine besondere Herausforderung an den experimentellen Nachweis des Ekman-Transports im Ozean dar, die erst durch die in den 1990er Jahren verfügbare Strömungsmesstechnik gelöst werden konnte. Durch sorgfältige gleichzeitige Strömungs- und Windmessungen im offenen Ozean konnte nachgewiesen werden, dass der beobachtete oberflächennahe Volumentransport konsistent mit dem Ekman-Transport ist, Weller and Plueddemann (1996), Schudlich and Price (1998).
Ist der Ekman-Transport in einer turbulenten Grenzschicht räumlich konstant, so bleiben seine Auswirkungen auf diese Schicht begrenzt. Er trägt wesentlich zur horizontalen Vermischung von gelösten und partikulärem Material in dieser Schicht bei.
Von großer Bedeutung für die gesamte Dynamik des Ozeans und der Atmosphäre wird der Ekman-Transport dann, wenn seine Divergenz in der turbulenten Grenzschicht von Null verschieden ist. Die damit verbundenen vertikalen Geschwindigkeiten erzeugen Druckstörungen außerhalb der Grenzschichten, durch die nach der geostrophischen Anpassung geostrophische Strömungen in der ganzen Luft- oder Wassersäule entstehen. Durch Integration der Kontinuitätsgleichung über die Schichtdicke der turbulenten Grenzschicht erhält man den Zusammenhang zwischen der Divergenz des Ekman-Transports und der Vertikalgeschwindigkeit an den Rändern der turbulenten Grenzschichten.
{\displaystyle {\frac {\partial }{\partial x}}\int _{z_{u}}^{z_{o}}u_{E}dz+{\frac {\partial }{\partial y}}\int _{z_{u}}^{z_{o}}v_{E}dz+w\left(z_{o}\right)-w\left(z_{u}\right)=0}.

### Auftrieb im offenen Ozean
Über dem realen Ozean ist der Wind nicht überall gleich stark und weht auch nicht überall in dieselbe Richtung. Dadurch wird in manchen Gebieten mehr Wasser durch Ekman-Transport abtransportiert als nachgeschoben wird. Der Ekman-Transport in der Deckschicht weist in diesem Fall eine Divergenz auf. Aus Gründen der Massenerhaltung muss Wasser von unten nachströmen. Dieser Auftrieb wird auch als Ekman-Suction bezeichnet. In anderen Gebieten wird durch den konvergenten Ekman-Transport in der Deckschicht von mehreren Seiten Wasser heran transportiert. Dort sinkt Oberflächenwasser ab. Man spricht dann von Abtrieb oder Ekman-Pumping. Dies geschieht durch die mit den Hoch- und Tiefdruckgebieten verbundenen Windfelder an der Meeresoberfläche. Unter einem Tief verursacht die zyklonale Windschubspannung Auftrieb. unter einem Hoch bewirkt die antizyklonale Windschubspannung Abtrieb.
Die Bildung der Divergenz des Ekman-Transports als Funktion der Windschubspannung ergibt nach dem Abklingen der Trägheitsschwingungen
{\displaystyle w\left(z_{u}\right)={\frac {\partial }{\partial x}}{\frac {\tau _{y}(z_{o})}{\rho f}}-{\frac {\partial }{\partial y}}{\frac {\tau _{x}(z_{o})}{\rho f}}},
am Boden der turbulenten Deckschicht eine Vertikalgeschwindigkeit, die proportional der Rotation der durch den Coriolisparameter dividierten horizontalen Windschubspannung an der Meeresoberfläche ist. Dieser Prozess ist von fundamentaler Bedeutung für die Anregung der winderzeugten Ozeanströmungen. Die Rotation der Windschubspannung bildet sich über dem Ozean zwischen den verschiedenen Zweigen der Planetarischen Zirkulation, z. B. zwischen den Westwindgürteln und den Passatzonen heraus. Zwischen letzteren akkumuliert der Ekman-Transport einen anwachsenden Wasserberg und drückt die Sprungschicht tief in den Ozean hinein. Nach der geostrophischen Anpassung bildet dieser Prozess in dem jeweiligen Ozean den Kern für den subtropischen Wirbel (englisch gyre). Das Anwachsen des Wasserbergs wird durch das Eintreffen der Front langer ozeanischer Rossbywellen vom Ostrand des Ozeans abgeschaltet, siehe z. B. Gill (1982). Hinter der Front wird ein stationärer Zustand eingerichtet, bei dem die Divergenz des Ekman-Transports durch die planetare Divergenz der meridionalen Strömung kompensiert wird. Dieser stationäre Zustand wird als Sverdrup-Regime bezeichnet. Da die nach Westen propagierenden Rossbywellen das Anwachsen des Wasserbergs im östlichen Teil des Ozeans eher stoppen als im westlichen Teil, steigt die Höhe des Wasserbergs im subtropischen Wirbel (Gyre) langsam vom Ost- zum Westufer des Ozeans in der Größenordnung von 1 m an.

### Ekman-Transport in der Deckschicht eines berandeten Meeres
Für die turbulente Deckschicht des Meeres gilt die Randbedingung {\displaystyle w\left(z_{o}\right)\approx 0}. Damit ergibt sich für die vertikale Geschwindigkeit am unteren Rand der Deckschicht des Meeres
{\displaystyle w\left(z_{u}\right)={\frac {\partial U_{E}}{\partial x}}+{\frac {\partial V_{E}}{\partial y}}}.
Wir nehmen an, dass der Wind an der Oberfläche eines Meers mit der Breite W parallel zu seinen Küsten in die positive x-Richtung weht. Für den Ekman-Transport in der Deckschicht des Meeres gilt {\displaystyle V_{E}=-\Theta \left(W/2-|y|\right){\frac {\tau _{o}^{x}}{f\rho }}}. Der Ekman-Transport ist somit nur an den Ufern divergent und man erhält für die Vertikalgeschwindigkeit am unteren Rand der Deckschicht näherungsweise
{\displaystyle w\left(z_{u}\right)={\frac {\tau _{u}^{x}}{f\rho }}\left(\delta \left(y-W/2\right)-\delta \left(y+W/2\right)\right)},
nämlich Auftrieb am linken Ufer und Downwelling am rechten Ufer, wenn man in Windrichtung blickt. In Realität bildet sich eine Küstengrenzschicht von der Breite eines Rossby-Radius am jeweiligen Ufer aus, über die sich die Vertikalgeschwindigkeiten verteilen. Darüber hinaus wird durch die Abstrahlung barotroper Poincaré-Wellen hinter deren Front ein Kompensationsstrom zum Ekman-Transport unterhalb der Deckschicht eingerichtet.
Der am linken Kanalufer in das Innere des Meeres gerichtete Ekman-Transport führt dort zu einer mit der Zeit anwachsenden Absenkung des Meeresspiegels innerhalb der Küstengrenzschicht und der Auftrieb zu einer Aufwölbung der Sprungschicht. Nach der geostrophischen Anpassung an die dadurch verursachten Druckstörungen richtet sich in der Deckschicht innerhalb der Küstengrenzschicht eine horizontal gebündelte, beschleunigende geostrophische Strömung in Windrichtung ein, die Küstenstrahlstrom oder englisch Coastal Jet genannt wird. Am gegenüberliegenden Ufer führt der Downwelling Prozess zusammen mit der geostrophischen Anpassung zu einem in gleicher Richtung strömenden Küstenstrahlstrom.
Die Küstenstrahlströme bilden zusammen mit dem Ekman-Transport in der Deckschicht und dem unterhalb der Deckschicht befindlichen Kompensationsstrom in einem berandeten Meer auf der Nordhalbkugel eine Zirkulation in der Form einer rechtsdrehenden Schraube, deren Spitze in die Richtung des Windvektors zeigt.

### Ekman-Transport am Äquator und äquatorialer Auftrieb
Analoge dynamische Prozesse wie in einem begrenzten Meer erzeugt eine räumlich konstante zonale Windschubspannung über dem Äquator. Der Vorzeichenwechsel des Coriolisparameter f am Äquator hat zur Folge, dass in dynamischer Hinsicht der Äquator eine virtuelle Küste darstellt. Nach Osten gerichtete Windschubspannung erzeugt in der äquatorialen Deckschicht durch den Vorzeichenwechsel des Coriolisparameters f einen aus beiden Hemisphären zum Äquator gerichteten Ekman-Transport, der dort Downwelling mit einem nach Osten gerichteten äquatorialen Strahlstrom zur Folge hat. Nach Westen gerichtete Windschubspannung hat einen zu den Polen gerichteten Ekman-Transport zur Folge, der äquatorialen Auftrieb und einen westwärts gerichteten Strahlstrom erzeugt. Die meridionale Breite der jeweiligen Auftriebszonen und Strahlströme ist durch den äquatorialen Rossby-Radius bestimmt.

### Ekman-Transport in der Bodengrenzschicht eines berandeten Meeres
Strömt eine durch Druckgradienten angetriebene Strömung über eine feste Unterlage mit einer gewissen Rauhigkeit, so bildet sich in der unmittelbaren Nähe der festen Wand eine turbulente Grenzschicht aus. Für die turbulente Bodenschicht der Atmosphäre und des Meeres gilt die Randbedingung {\displaystyle w\left(z_{u}\right)=0}. Damit ergibt sich für die vertikale Geschwindigkeit am oberen Rand der atmosphärischen oder benthischen Grenzschicht nach der Bildung des Ekman-Transports
{\displaystyle w\left(z_{o}\right)=-{\frac {\partial U_{E}}{\partial x}}-{\frac {\partial V_{E}}{\partial y}}}.
Betrachten wir einen unendlich langen Kanal mit seiner Hauptachse parallel zur x-Richtung und nehmen an, dass die Hauptströmung und damit die Schubspannung am Boden in positiver x-Richtung gerichtet ist, so ist der Ekman-Transport in der benthischen Bodenschicht in Richtung der Gradientströmung blickend, um 90° entgegen dem Uhrzeigersinn gerichtet. Der sich quer zur Kanalachse einstellende Ekman-Transport muss an den Ufern bei {\displaystyle y=\pm W/2} verschwinden. Es gilt für den Ekman-Transport im Kanal {\displaystyle V_{E}=\Theta \left(W/2-|y|\right){\frac {\tau _{u}^{x}}{f\rho }}}. Der Ekman-Transport in der Bodenreibungsschicht ist somit nur an den Ufern divergent und man erhält für die Vertikalgeschwindigkeit am oberen Rand der Bodenreibungsschicht näherungsweise
{\displaystyle w\left(z_{o}\right)={\frac {\tau _{u}^{x}}{f\rho }}\left(\delta \left(y-W/2\right)-\delta \left(y+W/2\right)\right)}.
Hier ist {\displaystyle \delta (x)} die Ableitung von {\displaystyle \Theta (x)}. In Richtung der Schubspannung am Boden schauend, ist auf der Nordhalbkugel, analog wie beim windgetriebenen Auftrieb im begrenzten Meer, die Vertikalgeschwindigkeit des oberen Randes der Bodenreibungsschicht am linken Ufer aufwärts und am rechten Ufer abwärts gerichtet. In der Natur erfolgt der Übergang vom voll entwickelten Ekman-Transport im Inneren des Kanals zu seinem Verschwinden am Ufer innerhalb einer Küstengrenzschicht von der Breite eines Rossby Radius durch das Abstrahlen von barotropen Poincaré-Wellen vom Ufer in das Innere des Kanals. Hinter der Front der Poincaré-Wellen stellt sich eine Kompensationsströmung senkrecht zur Kanalachse ein, die den Ekman-Transport der Bodenreibungsschicht in der Form kompensiert, dass der Massentransport quer zur Kanalachse verschwindet. Es stellt sich eine Sekundärzirkulation ein, die durch den Ekman-Transport in der Bodenreibungsschicht und den entgegengesetzt gerichteten Kompensationsstrom in den darüber liegenden Schichten charakterisiert ist. Die Zirkulation hat auf der Nordhalbkugel, wie im windgetriebenen Fall, die Form einer rechtsdrehenden Schraube, deren Spitze in Richtung der Gradientenströmung zeigt. Auftrieb und Abtrieb erfolgen innerhalb der Küstengrenzschichten. Sie führen zu einem Aufwölben der Dichteschichten oberhalb der Bodengrenzschicht am linken Ufer und zu einem Absenken am rechten Ufer. Nach der geostrophischen Anpassung stellen sich in den beiden Küstengrenzschichten barokline Strömungen ein, die sich der barotropen Kanalströmung überlagern und dort zu vertikalen Stromscherungen führen.